# Kervens Belfort
Kervens Belfort (Petit-Goâve, 16 maggio 1992) è un calciatore haitiano, attaccante del Lalitpur City.

## Carriera

### Nazionale
Viene convocato per la Copa América Centenario negli Stati Uniti.

## Palmarès

### Competizioni nazionali
- Super League Kerala: 1

Calicut: 2024
- Super League (Nepal): 1

Lalitpur City: 2025